# Соколова, Софья Владимировна
Со́фья Влади́мировна Соколо́ва (прежнее имя Юлия), также известная как Со́ня Соколо́ва (род. 29 января 1972, Москва) — российский интернет-продюсер, музыкальный журналист, участник ряда крупных проектов в Рунете. В первую очередь известна как сооснователь первого российского музыкального сайта «Звуки.ру», который начал работу 19 декабря 1996 года (изначально носил название Music.ru).

## Биография
В 1998 году окончила филологический факультет МГУ им. Ломоносова. До прихода в интернет-бизнес работала в Российской государственной библиотеке, на двух радиостанциях, в ряде СМИ. В интернет-среде работала рекламным директором сайтов Лента.ру, Вести.ру, Pole.ru, в агентстве AdWatch, в 2001 году пришла в компанию «Рамблер» на должность руководителя проектов (в числе работ — проекты «Люди года», «Рамблер-Аудио», «Рамблер-Фото», «Рамблер-Путешествия» и другие).
Преподаватель Международного института рекламы и продюсерского факультета Государственного университета управления с 2006 года, создатель факультета «Менеджмент в сфере Интернет-технологий» бизнес-школы RMA и автор образовательной программы Школа новых медиа. Автор многочисленных материалов о музыке в различных СМИ. С апреля 2006 года по декабрь 2010 года — генеральный директор компании Soundkey, занимающейся продажей легального цифрового контента. C 2011 года по 2014 год занимала должность главы отдела маркетинга департамента Web&Digital издательского дома Sanoma Independent Media и руководителя отдела спецпроектов профессиональной социальной сети Viadeo.
В 2013 году разработала для Высшей школы экономики программу специализации Школа новых медиа. С 2013 по 2015 год возглавляла школу, став директором образовательных программ специализации. В 2016 году заняла позицию «e-business manager» канадской компании PressReader. Маркетолог, участница Entrepreneurs International Network.

## Звуки.ру
С 1996 года развивает с единомышленниками сайт «Звуки.ру», который из небольшого сборника информационных материалов стал крупным мультимедийным порталом. Сервер имеет статус авторского произведения — электронной музыкальной энциклопедии.